# Dicranomyia diversigladia
Dicranomyia diversigladia är en tvåvingeart. Dicranomyia diversigladia ingår i släktet Dicranomyia och familjen småharkrankar.

## Underarter
Arten delas in i följande underarter:
- D. d. diversigladia
- D. d. piabilis